# Freshmeat
Freshmeat (ahora Freecode) es un sitio web que sirve como medio de información sobre las últimas versiones de software publicadas, además de escribir artículos y análisis relacionados con software. Permite a sus usuarios comentar sobre las publicaciones. Aunque la mayor parte es software libre, también informa sobre software privativo y cubre múltiples plataformas como Linux o Windows.
Forma parte del grupo Open Source Technology Group (OSTG), propiedad de VA Software.